# La Barre (Haute-Saône)
La Barre is een gemeente in het Franse departement Haute-Saône (regio Bourgogne-Franche-Comté) en telt 108 inwoners (2011). De plaats maakt deel uit van het arrondissement Vesoul. Het is bekend als de geboorteplaats van de fictieve Jean-Luc Picard.

## Geografie
De oppervlakte van La Barre bedraagt 2,0 km², de bevolkingsdichtheid is dus 54 inwoners per km².
De onderstaande kaart toont de ligging van La Barre (Haute-Saône) met de belangrijkste infrastructuur en aangrenzende gemeenten.

## Demografie
Onderstaande figuur toont het verloop van het inwonertal (bron: INSEE-tellingen).

1. ↑  Populations de référence 2022.